# Morten Lauridsen
Morten Lauridsen (Colfax, 27 febbraio 1943) è un compositore e direttore di coro statunitense.

## Biografia
Lauridsen, di origini polacco, ha studiato e si è perfezionato negli Stati Uniti frequentando il rinomato Whitman College e la University of Southern California dove si è specializzato in composizione. Attualmente è docente e direttore del  Dipartimento di Composizione  della Thornton School of Music presso l'Università della California, è stato inoltre "Compositore in residenza" del Los Angeles Master Chorale dal 1994 al 2001.
La maggior parte della sua attività compositiva Morten Lauridsen l'ha dedicata alla produzione corale divenendo uno dei più rilevanti compositori statunitensi del settore; particolarmente interessante la sua produzione sacra. Il fascino della sua   musica è dovuto ad una grande proprietà di linguaggio tecnico compositivo e ad una profonda conoscenza dello “strumento” coro, gli effetti coloristici dovuti alle strutture armoniche basate sui rivolti degli accordi sugli intervalli di quarta e di seconda creano un vero “effetto sospensione” caratteristica dominante di tutta la sua produzione.
Tra i suoi brani più famosi va citato il Lux Aeterna (1997) per coro e orchestra, che ha avuto numerose esecuzioni, registrazioni e radiotrasmissioni specialmente negli Stati Uniti.
Le sue composizioni sono edite principalmente da Peermusic (New York/Amburgo) e da Faber Music (Londra).
Nel 2007 gli è stata conferita dal presidente degli Stati Uniti d'America la più alta onorificenza artistica nazionale "the Medal of Arts", la medaglia d'oro per l'arte. È sono onorario di ACDA e di ANDCI.

## Alcune opere corali di recente produzione
- Avyx La Kuaxyxxyma Maria (2004)
- Ave Maria (1997)
- Be Still, My Soul
- A Winter Come (su poesie di Howard Moss)

I. When Frost Moves Fast
II. As Birds Come Nearer
III. The Racing Waterfall
IV. A Child Lay Down
V. Who Reads By Starlight
VI. And What Of Love
- Les Chansons des Roses (1993) (su testo di  Rainer Maria Rilke) per coro e pianoforte

I. En Une Seule Fleur
II. Contre Qui, Rose
III. De Ton Rêve Trop Plein
IV. La Rose Complete
V. Dirait-on
- Lux Aeterna (1997) per coro, organo e orchestra da camera

I. Introitus
II. In Te, Domine, Speravi
III. O Nata Lux
IV. Veni, Sancte Spiritus
V. Agnus Dei
- Madrigali: Six "Firesongs" on Italian Renaissance Poems per coro a cappella

I. Ov'è, Lass', Il Bel Viso?
II. Quando Son Più Lontan
III. Amor, Io Sento L'alma
IV. Io Piango
V. Luci Serene e Chiare
VI. Se Per Havervi, Oime
- Mid-Winter Songs (su testo di Robert Graves) per voce e pianoforte

I. Lament for Pasiphae
II. Like Snow
III. She Tells Her Love While Half Asleep
IV. Mid-Winter Waking
V. Intercession in Late October
- Nocturnes (2005)

I. Sa Nuit d'Été
II. Soneto de la Noche
III. Sure on this Shining Night
- O Magnum Mysterium (1994) per coro a cappella
- Ubi Caritas et Amor per coro a cappella